# Liga DOS 2021
La Temporada 2021 de la Liga DOS  fue la cuarta edición de la historia de la competición de segundo nivel del básquetbol chileno. El campeonato comenzó el 24 de septiembre de 2021 con la fase regular y culminaría el 4 de enero de 2022 con el último partido de las finales.
CD Tinguiririca SF se coronaría campeón, logrando el ascenso a la LNB 2022.

## Sistema de campeonato

### Temporada regular
Los 10 equipos participantes se enfrentan en partidos de ida y vuelta todos contra todos.

### Play-offs
Los cuatro primeros avanzan a los Play-offs, realizando los siguientes cruces:
```
1° vs 4°
2° vs 3°
```

Se enfrentan al mejor de 3 partidos.

### Final
Los 2 equipos clasificados se enfrentan al mejor de 3 partidos para definir el campeón y ascenso a Liga Uno 2023.

## Equipos participantes
| Nombre              | Ciudad       | Gimnasio                   | Capacidad | Entrenador         |
| ------------------- | ------------ | -------------------------- | --------- | ------------------ |
| Árabe de Valparaíso | Valparaíso   | Fortín Prat                | 3000      | José Alfredo Riera |
| Sportiva Italiana   | Valparaíso   | Fortín Prat                | 3000      | Gianluca Pozo      |
| CD Manquehue        | Las Condes   | Estadio Manquehue          | 100       | Ignacio Collao     |
| Stadio Italiano     | Las Condes   | Stadio Italiano            | 500       | Galo Lara          |
| Club Brisas         | La Cisterna  | Gimnasio Club Brisas       | 800       | Enzo González      |
| Club Arturo Prat    | San Felipe   | Gimnasio G. Juan Arancibia |           | Víctor Ríos        |
| 'CD Boston College' | Maipú        | Gimnasio Boston College    | 3.000     | Patricio Miranda   |
| CD Tinguiririca SF  | San Fernando | Municipal de San Fernando  | 1.500     | Héctor Vera        |
| CD Liceo de Curicó  | Curicó       | Gimnasio Abraham Milad     | 4000      | Pablo Gatica       |
| CD Truenos de Talca | Talca        | Gimnasio Regional          | 4.500     | Bandera de Chile   |

## Fase Regular
Clave: Pts: Puntos; PJ: Partidos jugados; PG: Partidos ganados; PP: Partidos Perdidos.

### Conferencia Centro
| Pos | Equipo              | Pts | PJ | PG | PP |
| --- | ------------------- | --- | -- | -- | -- |
| 1   | Sportiva Italiana   | 36  | 18 | 18 | 0  |
| 2   | Boston College      | 31  | 18 | 15 | 5  |
| 3   | CD Tinguiririca SF  | 30  | 18 | 12 | 6  |
| 4   | CD Manquehue        | 30  | 18 | 12 | 6  |
| 5   | Stadio Italiano     | 29  | 18 | 11 | 7  |
| 6   | Truenos de Talca    | 28  | 18 | 10 | 8  |
| 7   | Liceo Curicó        | 25  | 18 | 7  | 11 |
| 8   | Árabe de Valparaíso | 21  | 18 | 3  | 15 |
| 9   | Brisas              | 20  | 18 | 2  | 16 |
| 10  | Arturo Prat         | 20  | 18 | 2  | 16 |

Fuente:
- En negrita los clasificados al playoff.

## Play-Off
|  | Semifinal | Semifinal          | Semifinal | Semifinal          | Semifinal |    |    | Final        | Final | Final | Final | Final |  |
|  |           |                    |           |                    |           |    |    |              |       |       |       |       |  |
|  |           |                    |           |                    |           |    |    |              |       |       |       |       |  |
|  | 1         | Sportiva Italiana  | 63        | 76                 | 83        |    |    |              |       |       |       |       |  |
|  | 1         | Sportiva Italiana  | 63        | 76                 | 83        |    |    |              |       |       |       |       |  |
|  | 4         | CD Manquehue       | 65        | 61                 | 84        |    |    |              |       |       |       |       |  |
|  | 4         | CD Manquehue       | 65        | 61                 | 84        |    | 4  | CD Manquehue | 70    | 74    | 66    |       |  |
|  |           |                    |           |                    |           |    | 4  | CD Manquehue | 70    | 74    | 66    |       |  |
|  |           |                    | 3         | CD Tinguiririca SF | 75        | 54 | 95 |              |       |       |       |       |  |
|  | 2         | Boston College     | 3         | CD Tinguiririca SF | 75        | 54 | 95 | 74           | 70    |       |       |       |  |
|  | 2         | Boston College     |           |                    |           |    |    | 74           | 70    |       |       |       |  |
|  | 3         | CD Tinguiririca SF | 91        | 89                 |           |    |    |              |       |       |       |       |  |
|  | 3         | CD Tinguiririca SF | 91        | 89                 |           |    |    |              |       |       |       |       |  |
|  |           |                    |           |                    |           |    |    |              |       |       |       |       |  |

## Campeón
|                                |
| CD Tinguiririca SF 1.er título |

| Predecesor: LNB2 2019-20 | Liga DOS 2021 | Sucesor: Liga DOS 2022 |